# Hochatown (Oklahoma)
Hochatown est une census-designated place du comté de McCurtain, dans l'État d'Oklahoma, aux États-Unis,. En 2020, elle compte une population de 242 habitants.